# 千早赤阪村立郷土資料館
千早赤阪村立郷土資料館（ちはやあかさかそんりつきょうどしりょうかん）は大阪府南河内郡千早赤阪村にある郷土資料館。

## 概要
千早赤阪村立郷土資料館は、千早赤阪村を中心とした歴史、考古、民俗に関する収集、保管、展示するために1986年（昭和61年）に開館した。資料館の1階は、古代から近代にかけての出土物や歴史資料を、2階は民俗資料を展示している。

### 主な展示物

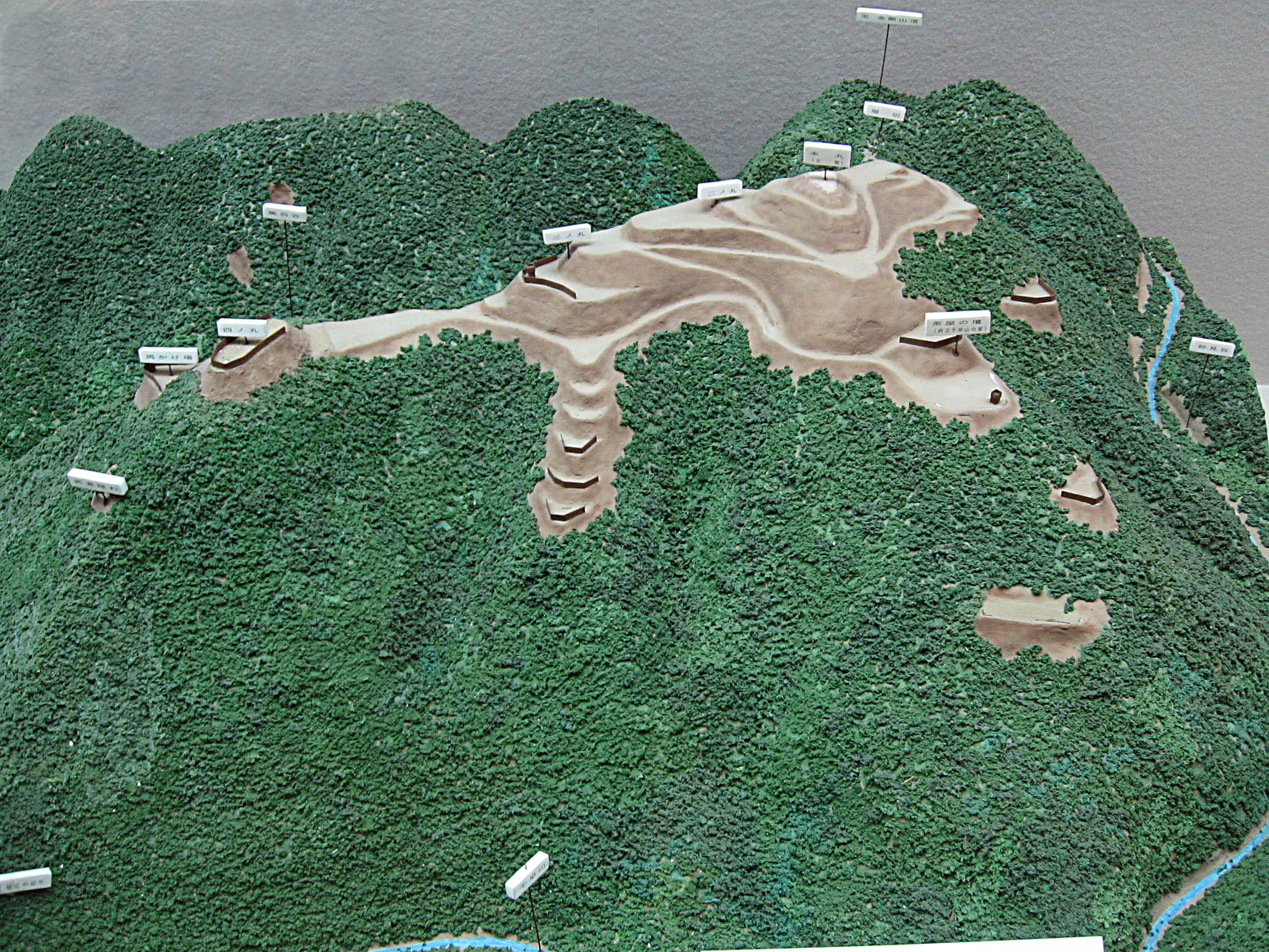
千早城復元模型

千早赤阪村の北部には、御旅所古墳、御旅所北古墳、森屋古墳群があり、発掘調査より出土した土器や銅鏡が展示してある。
また千早赤阪村には千早城、上赤坂城、下赤坂城など楠木正成が築いた山城があり、これらの発掘調査の写真パネルや出土物、千早城の模型がある。建水分神社の狛犬も展示されている。
2階には江戸時代末から昭和にかけた凍豆腐の作製器具や林業の用具が展示されている。

## 施設情報
- 開館時間
  - 開館時間:午前9時
  - 閉館時間:午後5時（入館受付時間:午後4時30分）
- 休館日
  - 毎週月曜日（祝祭日の場合は翌日）
  - 年末年始
- 入館料
  - 大人200円、子供100円（団体割引あり）

## 交通アクセス
- 電車でのアクセス

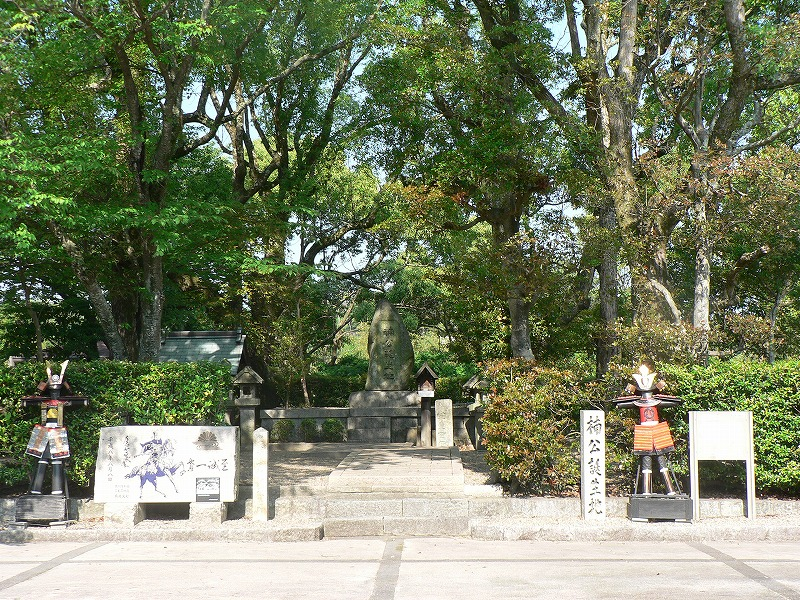
楠公誕生地/千早赤阪郷土資料館の近隣にある

  - 近畿日本鉄道　近鉄長野線　富田林駅　→　4市町村コミバス　千早赤阪村役場前　→　徒歩約10分
- 車でのアクセス
  - 阪和自動車道　美原南IC　→　国道309号
  - 無料駐車スペース有

## 周辺
- 道の駅ちはやあかさか、くすのきホール（千早赤阪村立のイベントホール）、楠公誕生地 - 一連の敷地内
- 楠公産湯の井戸 - 徒歩5分
- 奉建塔 - 徒歩8分
- 建水分神社 - 徒歩10分